# Wilhelm Filchner

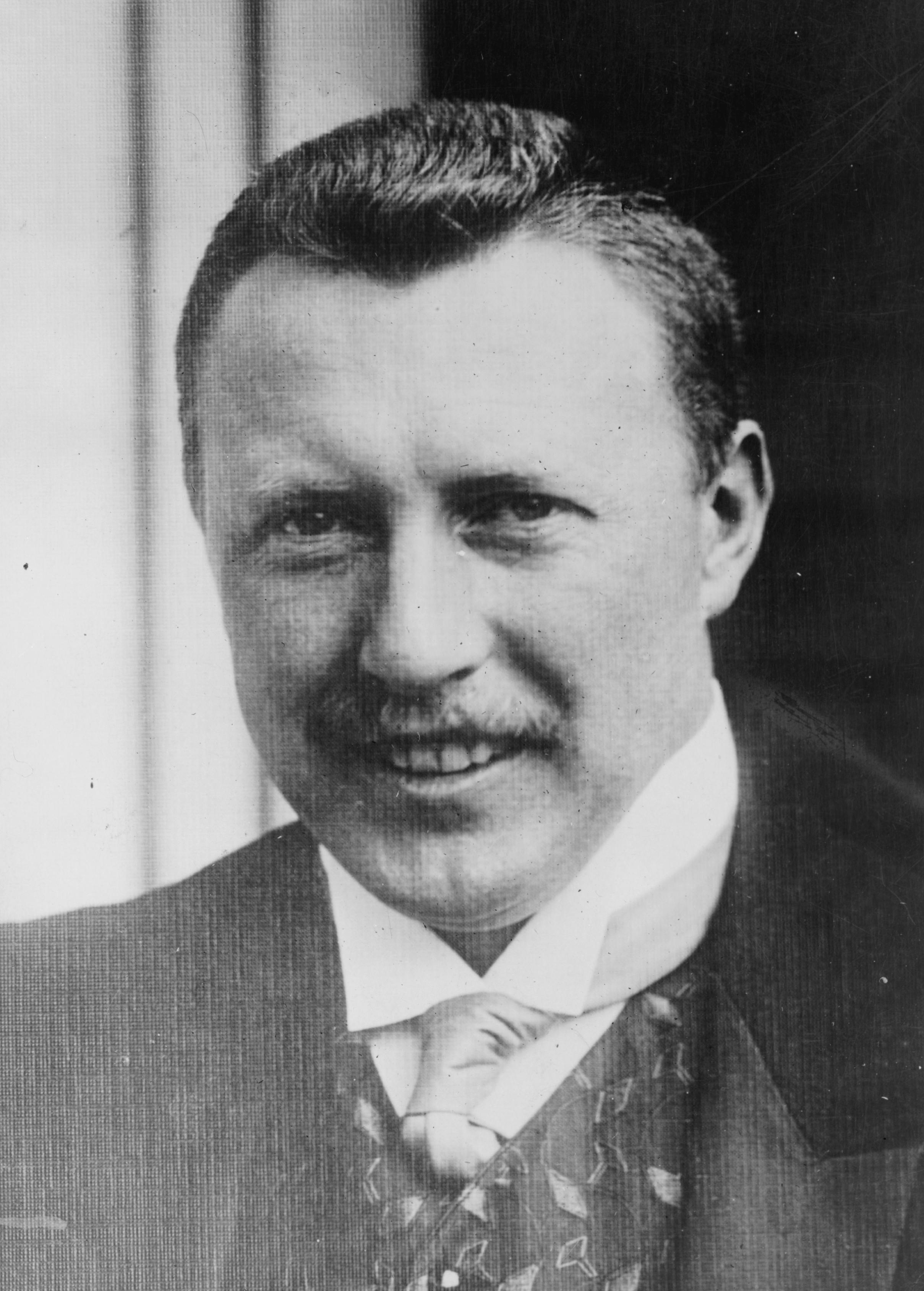
Wilhelm Filchner (etwa 1911)

Thomas Friedrich Wilhelm Filchner (* 13. September 1877 in München; † 7. Mai 1957 in Zürich) war ein deutscher Geophysiker, Geodät, Forschungsreisender und Reiseschriftsteller.
Er leitete die Zweite Deutsche Antarktisexpedition (1911/12) ins Weddell-Meer und entdeckte dort das Filchner-Ronne-Schelfeis. Er war Autor von 27 vor allem populärwissenschaftlichen Büchern und Reiseberichten.

## Biographie

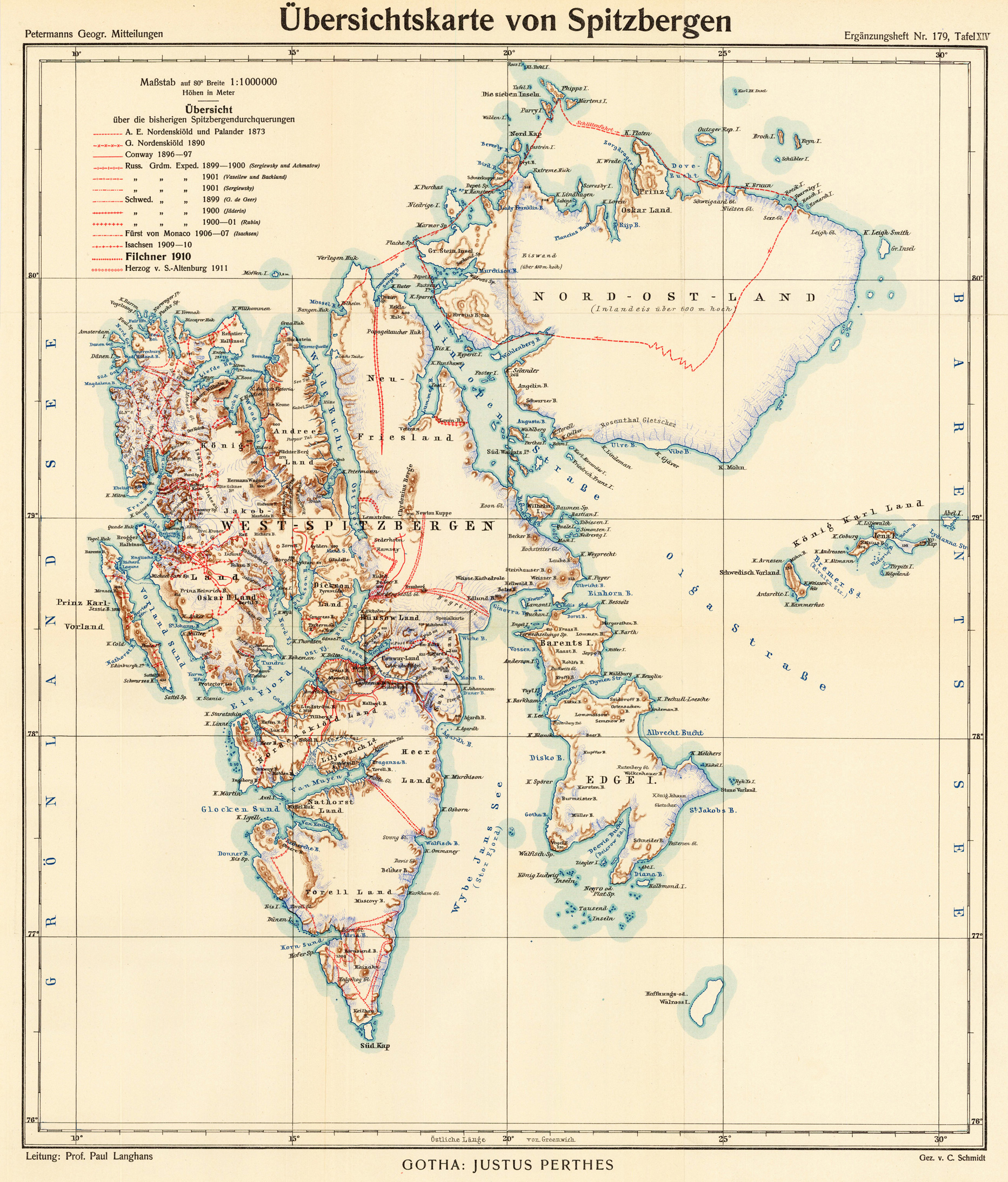
Karte Spitzbergens mit der Route von Filchners Vorexpedition von 1910

Er war der Sohn des frühverstorbenen Lazarettverwaltungsinspektors Eduard Filchner in München, wuchs bei wohlhabenden Verwandten auf und trat im Alter von 15 Jahren dem Kadettenkorps der bayrischen Armee bei. Im Jahr 1900 nutzte er als Fähnrich einen dreimonatigen Urlaub, um auf eigene Faust und mit 300 Goldmark Reisebudget seine erste große Reise über Russland, den Kaukasus und Kirgisistan zu unternehmen, auf der er schließlich auf dem Pferderücken den Pamir überquerte.
Filchner studierte in München Vermessungskunde und Geographie, gefolgt von praktischer Ausbildung an verschiedenen militärischen und zivilen Institutionen.
Die Reise hatte ihn in Bayern bekannt gemacht, und 1903 übertrug man ihm die Expeditionsleitung mit Albert Tafel für eine Forschungsreise nach Tibet. Als erster Forscher führte er in dem asiatischen Land erdmagnetische Messungen durch (Das Rätsel des Matschu, 1907; Wissenschaftliche Ergebnisse, 1906–1914). Auf der Rückreise 1905 von Osttibet entstanden die ersten Ideen für eine neue deutsche Antarktisexpedition.
Die konkreten Pläne für diese zweite deutsche Antarktisexpedition stellte Filchner im März 1910 in Berlin der Öffentlichkeit vor. Mit Hilfe einer Lotterie wurden recht schnell die finanziellen Mittel aufgebracht und ein Schiff gekauft.
Das wenig polarerprobte Forscherteam, das Filchner zusammenstellte, unternahm im August 1910 eine kleine „Übungsexpedition“ nach Spitzbergen. Mit Erich Przybyllok und weiteren vier Begleitern querte er die Insel vom Tempelfjord an der Westküste zur Mohnbukta an der Ostküste. Die Strecke war nur 65 km lang, aber nicht ungefährlich.
Im Mai von Bremerhaven gestartet, fuhr das Expeditionsschiff Deutschland am 4. Oktober 1911 von Buenos Aires aus Richtung Südpol. Da damals noch nicht bekannt war, ob der Südpol aus einer zusammenhängenden Masse besteht, wollte man eine Passage quer durch die Eismasse finden oder sich auf dem Landweg mit einer zweiten Expeditionsgruppe treffen. Dieses Vorhaben scheiterte aufgrund schlechter Wetterbedingungen – eine gerade errichtete Überwinterungsstation auf einem Eisberg wurde vermutlich durch eine Springflut binnen kürzester Zeit vernichtet. Filchner machte jedoch einige wichtige Entdeckungen, darunter die des zweitgrößten Schelfeises der Antarktis, des heutigen Filchner-Ronne-Schelfeises in der Weddellsee, und des Prinzregent-Luitpold-Landes. Im März 1912 wurde das Schiff vom Packeis eingeschlossen und driftete neun Monate nach Norden. Erst im Dezember kamen sie so bei Südgeorgien wieder frei. Die Expedition fand hier aufgrund von Differenzen zwischen den Teilnehmern ein Ende. Wissenschaftlich lieferte sie jedoch hervorragende Ergebnisse. Roald Amundsen lud Filchner zur Teilnahme an einer weiteren Expedition in die Antarktis ein, für die dieser sich auf dem Flugplatz Johannisthal zum Piloten und bei der UFA zum Kameramann ausbilden ließ. Der Ausbruch des Ersten Weltkriegs verhinderte die Ausführung des Plans.
Nach seiner Antarktis-Erfahrung zog es Filchner wieder in sein bevorzugtes Forschungsgebiet Innerasien. Auf eigene Kosten erforschte er seit 1926 das tibetische Kloster Kumbum Champa Ling und das Land rund um den Qinghai-See. Obwohl seine finanziellen Mittel in Qinghai aufgebraucht waren (von der deutschen Botschaft in Peking kam keine Unterstützung) und er nur durch die Hilfe einer französischen und britischen Expeditionsgruppe weiterreisen konnte, kehrte er nicht nach Deutschland zurück, sondern blieb für Film- und Fotoaufnahmen in Qinghai (Dokumentarfilm Om mani padme hum, 1929) und unternahm geophysikalische Messungen  auf dem tibetischen Hochplateau. Am 24. Juni 1928 kehrte er, zuhause bereits tot geglaubt, von der Reise zurück.
1934 bis 1937 unternahm Filchner seine dritte Tibetexpedition, diesmal von der Regierung finanziert.
1939 bereiste er Nepal. Wegen einer akuten Nierenerkrankung musste er sich 1940 zur Behandlung nach Britisch-Indien begeben, wo er von den Briten interniert wurde: 1940 im Cottage-Hospital in Patna, von 1940 bis zum 13. September 1941 im Parole Camp in Purandhar und von September 1941 bis November 1946 im Parole Camp in Satara in Maharashtra. Später lebte er in Pune in Maharashtra. Erst 1951 kehrte er nach Europa zurück. Er nahm seinen Wohnsitz in Zürich und starb dort 1957 im Alter von 79 Jahren.
Sein Nachlass befindet sich als „Wilhelm-Filchner-Archiv“ bei der Bayerischen Akademie der Wissenschaften und wird von der Deutschen Geodätischen Kommission betreut.

## Auszeichnungen und Ehrungen
1937 erhielt er den Deutschen Nationalpreis für Kunst und Wissenschaft.
Aus Anlass des 49. Geburtstages von Adolf Hitler wurde ihm am 20. April 1938 der Titel „Professor“ verliehen.
1938 erhielt er die Carus-Medaille (Geographie), die für bedeutende Forschungen auf dem Gebiete der Naturwissenschaften oder der Medizin vergeben wurde.
In der Antarktis tragen das Filchner-Schelfeis, die Filchnerberge das Kap Filchner, die Tiefseerinne Filchner Trough und die 1998 abgebaute Filchner-Station seinen Namen. Darüber hinaus sind die Filchnerklippen im Südatlantik, der Gebirgskamm Filchner Ridge auf Südgeorgien sowie auf der Insel Spitzbergen die Gletscher Filchnerfonna und Filchnerfallet nach ihm benannt. Ferner war Filchner bis Ende Juni 2020 Namensgeber für die Walter-Lübcke-Schule in Wolfhagen (Landkreis Kassel).

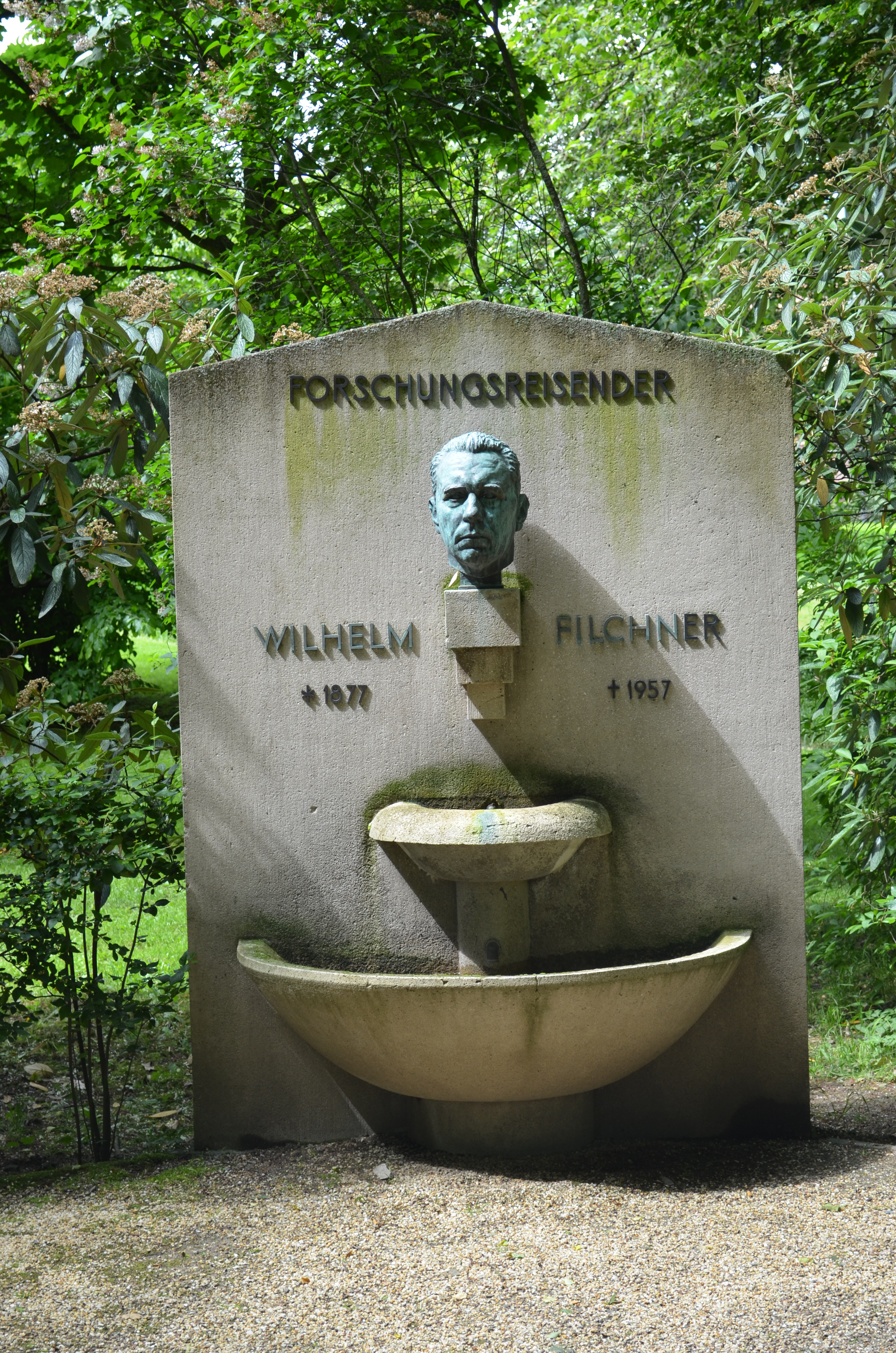
Wilhelm-Filchner-Denkmal

In Bad Homburg vor der Höhe wurde 1930 das Wilhelm-Filchner-Denkmal errichtet. Das Denkmal befindet sich heute neben dem Kaiser-Wilhelm-Bad im Kurpark Bad Homburg. Das Denkmal wurde von dem Bildhauer Jakob Wilhelm Fehrle aus Schwäbisch Gmünd geschaffen.

## Mitgliedschaften
Filchner war Mitglied in der Gesellschaft für Rassenhygiene seit dem Jahr der Gründung 1905. Im Jahr 1937 wurde er zum Mitglied der Leopoldina gewählt.

## Werke (Auswahl)
- Ein Ritt über den Pamir, 1903
- Das Kloster Kumbum, 1906
- Das Rätsel des Matschu, 1907
- Quer durch Spitzbergen. Eine deutsche Übungsexpedition im Zentralgebiet östlich des Eisfjords., zusammen mit Heinrich Seelheim, Mittler und Sohn, Berlin 1911
- Zum sechsten Erdteil. Die zweite deutsche Südpolar-Expedition, Ullstein Verlag, Berlin 1922
- Tschung-Kue – Das Reich der Mitte – Alt-China vor dem Zusammenbruch, Deutsche Buch-Gemeinschaft, Berlin 1924
- Sturm über Asien. Erlebnisse eines diplomatischen Geheimagenten, Neufeld & Henius Verlag, Berlin 1924
- Quer durch Ost-Tibet, Mittler und Sohn Buchdruckerei, Berlin 1925
- Wetterleuchten im Osten. Erlebnisse eines diplomatischen Geheimagenten, Peter J. Oestergaard Verlag, Berlin 1927
- Hui-Hui – Asiens Islamkämpfe, Peter J. Oestergaard Verlag, Berlin 1928
- Om mani padme hum, F.A. Brockhaus, Leipzig 1928 (erschienen in 27 Auflagen, über die Tibetexpedition 1926–1928)
- China Asiens Hochsteppen Ewiges Eis, Herder &Co Verlagsbuchhandlung, Freiburg im Breisgau 1930
- Kumbum Dschamba Ling. Das Kloster der hunderttausend Bilder Maitreyas. Ein Ausschnitt aus Leben und Lehre des heutigen Lamaismus. Nach Beobachtungen während seiner Tibetexpedition 1926/28, in Kommission bei F.A. Brockhaus, Leipzig 1933
- Bismillah! – Vom Huang-ho zum Indus, F.A. Brockhaus, Leipzig 1938
- Ein Forscherleben Eberhard Brockhaus, Wiesbaden 1950
- In der Fieberhölle Nepals, Eberhard Brockhaus, Wiesbaden 1951
- Hindustan im Festgewand, zusammen mit D. Shrîdhar Marâthe, Joseph Giesel Verlagsbuchhandlung, Celle 1953